# Aleksander Michał Woyna Jasieniecki
Aleksander Michał Woyna Jasieniecki herbu Haki (zm. w 1698 roku) – kasztelan nowogródzki w 1684 roku, podwojewodzi wileński w latach 1666–1668, starosta brasławski do 1684 roku, ciwun tendziagolski już w 1669 roku, wojski witebski już w 1659 roku, sędzia grodzki witebski w 1655 roku.
Poseł sejmiku rosieńskiego na sejm 1649/1650 roku, poseł sejmiku witebskiego na sejm zwyczajny 1654 roku, sejm 1655, 1658, 1659, 1661, 1662, 1664/1665, poseł sejmiku wileńskiego na sejm 1666 (II), 1667 roku. Poseł sejmiku brasławskiego na sejm koronacyjny 1676 roku, sejm 1681 roku.
Na sejmie 1662 roku wyznaczony z Koła Poselskiego komisarzem do zapłaty wojsku Wielkiego Księstwa Litewskiego.
W 1674 roku był elektorem Jana III Sobieskiego z województwa mińskiego.